# Serie A2 2002-2003 (pallamano maschile)
La Serie A2 2002-2003 è stata la 33ª edizione del torneo di secondo livello del campionato italiano di pallamano maschile.

Esso venne organizzato dalla Federazione Italiana Giuoco Handball.

La competizione è iniziata il 28 settembre 2002 e si è conclusa il 31 maggio 2003.

## Formula
- Fase regolare: furono disputati tre gironi, composti uno da 13 e due da 12 squadre, con la formula del girone unico all'italiana con partite di andata e ritorno.
- Play off promozione: la squadra classificata al primo e al secondo posto di ciascun girone al termine della stagione regolare disputarono i play off promozione e furono promosse in serie A1 le prime due squadre classificate.
- Retrocessioni: le squadre classificate dal 9º al 12º posto al termine della stagione furono retrocesse in serie B nella stagione successiva.

## Girone A

### Squadre partecipanti
| Club                     | Città                | Palasport                | Sponsor              | Stagione 2001-2002                   |
| ------------------------ | -------------------- | ------------------------ | -------------------- | ------------------------------------ |
| Cassano Magnago          | Cassano Magnago (VA) | Pala Tacca               |                      | Serie A2 - Girone A (Ripescato)      |
| Cellini Padova           | Padova               | PalaFabris               |                      | 4ª in Serie A2 - Girone A            |
| CUS Venezia              | Venezia              | Palestra Dorsoduro       | Umana                | 1ª in Serie B - Girone B             |
| Rovereto                 | Rovereto (TN)        | Pala Marchetti           |                      | 11ª in Serie A2 - Girone A           |
| Gridirion                | Conegliano (TV)      | Palasport di Conegliano  | Italsave             | 2ª in Serie B - Girone B             |
| Castenaso                | Castenaso (BO)       | Palasport di Castenaso   |                      | 10ª in Serie A2 - Girone A           |
| Cologne                  | Cologne (BS)         | Palasport di Cologne     |                      | 6ª in Serie A2 - Girone A            |
| Mezzocorona              | Mezzocorona (TN)     | Palasport di Mezzocorona |                      | 8ª in Serie A2 - Girone A            |
| Secchia (Squadra B)      | Rubiera (RE)         | Pala Bursi               | Del Barba Consulting |                                      |
| Rapid Nonantola          | Nonantola (MO)       | Palestra Dante Alighieri |                      | 3ª in Serie B - Girone C (Ripescato) |
| Casalgrande              | Casalgrande (RE)     | Pala Keope               |                      | 1ª in Serie B - Girone C             |
| Black Devils (Squadra B) | Merano (BZ)          | Centro Carlo Wolf        |                      | 1ª in Serie B - Girone A             |
| Bozen                    | Bolzano              | Palestra Gasteiner       |                      | 9ª in Serie A2 - Girone A            |

### Classifica
|  | Pos. | Squadra         | Pt | G  | V  | N | S  | GF  | GS  | D    | Note                               |
|  | ---- | --------------- | -- | -- | -- | - | -- | --- | --- | ---- | ---------------------------------- |
|  | 1.   | Castenaso       | 59 | 24 | 19 | 2 | 3  | 641 | 533 | +108 | Qualificato ai play off promozione |
|  | 2.   | Cellini Padova  | 54 | 24 | 17 | 3 | 4  | 624 | 540 | +84  | Qualificato ai play off promozione |
|  | 3.   | Cologne         | 54 | 24 | 18 | 0 | 6  | 677 | 593 | +84  |                                    |
|  | 4.   | Mezzocorona     | 47 | 24 | 15 | 2 | 7  | 694 | 658 | +36  |                                    |
|  | 5.   | Bozen           | 46 | 24 | 15 | 1 | 8  | 694 | 628 | +66  |                                    |
|  | 6.   | Secchia (B)     | 46 | 24 | 15 | 1 | 8  | 598 | 538 | +60  |                                    |
|  | 7.   | Cassano Magnago | 37 | 24 | 12 | 1 | 11 | 669 | 695 | -26  |                                    |
|  | 8.   | Black Devils    | 31 | 24 | 10 | 1 | 13 | 641 | 656 | -15  |                                    |
|  | 9.   | Rovereto        | 28 | 24 | 9  | 1 | 14 | 608 | 636 | -28  |                                    |
|  | 10.  | Rapid Nonantola | 23 | 24 | 7  | 2 | 15 | 572 | 615 | -43  | Retrocesso in Serie B 2003-2004    |
|  | 11.  | Casalgrande     | 16 | 24 | 5  | 1 | 18 | 563 | 668 | -105 | Retrocesso in Serie B 2003-2004    |
|  | 12.  | CUS Venezia     | 13 | 24 | 4  | 1 | 19 | 599 | 695 | -96  | Retrocesso in Serie B 2003-2004    |
|  | 13.  | Gridirion       | 5  | 24 | 1  | 2 | 21 | 569 | 694 | -125 | Retrocesso in Serie B 2003-2004    |

## Girone B

### Classifica
|  | Pos. | Squadra           | Pt | G  | V  | N | S  | GF  | GS  | D    | Note                               |
|  | ---- | ----------------- | -- | -- | -- | - | -- | --- | --- | ---- | ---------------------------------- |
|  | 1.   | Noci              | 51 | 22 | 17 | 0 | 5  | 663 | 583 | +80  | Qualificato ai play off promozione |
|  | 2.   | Ancona            | 46 | 22 | 14 | 4 | 4  | 674 | 555 | +119 | Qualificato ai play off promozione |
|  | 3.   | Città Sant'Angelo | 43 | 22 | 14 | 1 | 7  | 638 | 610 | +28  |                                    |
|  | 4.   | Ambra             | 39 | 22 | 12 | 3 | 7  | 614 | 554 | +60  |                                    |
|  | 5.   | Benevento 99      | 38 | 22 | 12 | 2 | 8  | 560 | 545 | +15  |                                    |
|  | 6.   | Junior Fasano     | 34 | 22 | 11 | 1 | 10 | 508 | 529 | -21  |                                    |
|  | 7.   | Fondi             | 29 | 22 | 9  | 2 | 11 | 588 | 602 | -14  |                                    |
|  | 8.   | ACLI Avellino     | 28 | 22 | 9  | 1 | 12 | 554 | 619 | -65  |                                    |
|  | 9.   | Chieti            | 27 | 22 | 9  | 0 | 13 | 617 | 624 | -7   |                                    |
|  | 10.  | Terni             | 25 | 22 | 8  | 1 | 13 | 542 | 553 | -11  | Retrocesso in Serie B 2003-2004    |
|  | 11.  | Pallamano Crotone | 21 | 22 | 7  | 0 | 15 | 570 | 635 | -65  | Retrocesso in Serie B 2003-2004    |
|  | 12.  | San Benedetto     | 7  | 22 | 2  | 1 | 19 | 533 | 652 | -119 | Retrocesso in Serie B 2003-2004    |

## Girone C

### Classifica
|  | Pos. | Squadra               | Pt | G  | V  | N | S  | GF  | GS  | D    | Note                                         |
|  | ---- | --------------------- | -- | -- | -- | - | -- | --- | --- | ---- | -------------------------------------------- |
|  | 1.   | Haenna                | 60 | 22 | 20 | 0 | 2  | 722 | 527 | +195 | Qualificato ai play off promozione           |
|  | 2.   | Rosolini              | 45 | 22 | 15 | 0 | 7  | 565 | 539 | +26  | Qualificato ai play off promozione           |
|  | 3.   | Scicli                | 41 | 22 | 13 | 2 | 7  | 639 | 615 | +24  |                                              |
|  | 4.   | Regalbuto             | 39 | 22 | 13 | 0 | 9  | 669 | 658 | +11  |                                              |
|  | 5.   | Mazara                | 38 | 22 | 12 | 2 | 8  | 636 | 592 | +44  |                                              |
|  | 6.   | Marsala               | 31 | 22 | 9  | 4 | 9  | 636 | 623 | -13  |                                              |
|  | 7.   | PGS Ranchibile        | 29 | 22 | 9  | 2 | 11 | 532 | 539 | -7   |                                              |
|  | 8.   | Puntese               | 29 | 22 | 9  | 2 | 11 | 600 | 585 | +15  |                                              |
|  | 9.   | VVFF Siracusa         | 27 | 22 | 8  | 3 | 11 | 496 | 494 | +2   |                                              |
|  | 10.  | CUS Palermo           | 25 | 22 | 7  | 4 | 11 | 551 | 548 | +3   | Retrocesso in Serie B 2003-2004              |
|  | 11.  | Il Giovinetto Marsala | 19 | 22 | 6  | 1 | 15 | 582 | 653 | -71  | Retrocesso in Serie B 2003-2004              |
|  | 12.  | Liceo Spano Sassari   | -8 | 22 | 0  | 0 | 22 | 431 | 686 | -255 | Retrocesso in Serie B 2003-2004 (8 pt. pen.) |

## Play off promozione

### Risultati
| 5-4-2003 | 1ª/5ª giornata     | 10-5-2003 |
| -------- | ------------------ | --------- |
| 28-24    | Castenaso - Ancona | 28-33     |
| 35-27    | Noci - Rosolini    | 26-28     |
| 30-20    | Padova - Haenna    | 31-30     |

| 3-5-2003 | 4ª/8ª giornata     | 31-5-2003 |
| -------- | ------------------ | --------- |
| 23-29    | Rosolini - Ancona  | 22-25     |
| 29-31    | Noci - Padova      | 25-38     |
| 39-30    | Haenna - Castenaso | 25-36     |

| 12-4-2003 | 2ª/6ª giornata       | 17-5-2003 |
| --------- | -------------------- | --------- |
| 29-28     | Ancona - Padova      | 26-29     |
| 21-26     | Rosolini - Castenaso | 20-29     |
| 34-24     | Haenna - Noci        | 36-36     |

| 26-4-2003 | 3ª/7ª giornata    | 24-5-2003 |
| --------- | ----------------- | --------- |
| 22-23     | Castenaso - Noci  | 32-26     |
| 28-22     | Padova - Rosolini | 31-25     |
| 26-26     | Ancona - Haenna   | 33-39     |

### Classifica
|  | Pos. | Squadra        | Pt | G  | V | N | S | GF  | GS  | D   | Note                           |
|  | ---- | -------------- | -- | -- | - | - | - | --- | --- | --- | ------------------------------ |
|  | 1.   | Cellini Padova | 23 | 10 | 7 | 2 | 1 | 295 | 255 | +40 | Promosso in Serie A1 2003-2004 |
|  | 2.   | Castenaso      | 17 | 10 | 5 | 2 | 3 | 280 | 260 | +20 | Promosso in Serie A1 2003-2004 |
|  | 3.   | Haenna         | 17 | 10 | 5 | 2 | 3 | 299 | 294 | +5  |                                |
|  | 4.   | Ancona         | 16 | 10 | 5 | 1 | 4 | 282 | 282 | 0   |                                |
|  | 5.   | Noci           | 10 | 10 | 3 | 1 | 6 | 283 | 305 | -22 |                                |
|  | 6.   | Rosolini       | 3  | 10 | 1 | 0 | 9 | 236 | 279 | -43 |                                |